# John Virapen
John Diapen Rengen Virapen, född 4 februari 1943  i (före detta brittiska) Guyana med indisk börd, avled 26 april 2015, var en svensk musiker, direktör och författare. Han var under 1960-talet folkparksmusiker. Virapen var direktör för svenska och internationella läkemedelsföretag under tre decennier . Han var även författare, och var bosatt i södra Tyskland.